# Cục Cá và Động vật hoang dã Hoa Kỳ
Cục Hoang dã và Cá Hoa Kỳ (tiếng Anh: United States Fish and Wildlife Service hay viết tắt là FWS) là một cơ quan chính phủ liên bang Hoa Kỳ nằm trong Bộ Nội vụ Hoa Kỳ, có trách nhiệm quản lý cá, loài hoang dã, và môi trường sống sinh thái. Sứ mệnh của cục là "làm việc với các cơ quan khác nhằm mục đích bảo tồn, bảo vệ, và tăng cường phát triển cá, hoang dã, thực vật và môi trường sinh sống của chúng vì lợi ích liên tục của nhân dân Mỹ."
Lãnh đạo cơ quan này là giám đốc Cục Hoang dã và Cá Hoa Kỳ.
Các đơn vị bên trong Cục Hoang dã và Cá Hoa Kỳ gồm có:
- Hệ thống Nơi nương náu Hoang dã Quốc gia (548 nơi nương náu hoang dã quốc gia và 66 khu sinh sản cá quốc gia)
- Phân vụ Quản lý Chim di cư
- Chương trình "Federal Duck Stamp" (tạm dịch là "giấy phép săn vịt liên bang" nhưng có thể dùng để săn bất cứ loại chim nước nào)
- Hệ thống Ương Cá Quốc gia (National Fish Hatchery System)
- Chương trình đặc trách loài có nguy cơ tuyệt chủng (Endangered Species program)
- Văn phòng thi hành luật pháp của Cục Hoang dã và Cá Hoa Kỳ (United States Fish and Wildlife Service Office of Law Enforcement)
  - Phòng thí nghiệm Pháp y Cục Hoang dã và Cá Quốc gia Clark R. Bavin

## Lịch sử
Cục Hoang dã và Cá có nguồn gốc từ năm 1871 với tên gọi là Ủy ban Hoa Kỳ đặc trách Cá và Ương cá do Quốc hội Hoa Kỳ thành lập với mục đích nghiên cứu và đưa ra giải pháp đối với sự xúc giảm cá thực phẩm. Spencer Fullerton Baird được bổ nhiệm là ủy viên đầu tiên của uy ban này. Năm 1885, Phân bộ nghiên cứu kinh tế về chim và động vật có vú được thành lập trong Bộ Nông nghiệp Hoa Kỳ mà sau đó vào năm 1896 trở thành Phân bộ Thị sát Sinh học. Công việc làm đầu tiên của nó tập trung vào sự hữu hiệu của chim muôn đối với việc kiềm chế côn trùng gây hại nông nghiệp và vẽ bản đồ sự phân bố địa lý của thực vật và thú tại Hoa Kỳ. Jay Norwood Darling được bổ nhiệm là trưởng Cục Thị sát Sinh học Hoa Kỳ năm 1934; dưới sự chỉ đạo của ông, cục khởi sự một di sản vẫn còn được tiến hành là bảo vệ nơi cư trú tự nhiên cho sinh vật khắp đất nước. Cuối cùng Cục Hoang dã và Cá được thành lập vào năm 1940 khi hai văn phòng Cá và Thị sát Sinh học được nhập lại sau khi chúng được chuyển sang cho Bộ Nội vụ Hoa Kỳ. Ngày nay, cục gồm có một văn phòng trung tâm với 8 văn phòng vùng và gần 700 văn phòng tại địa phương được phân bố khắp Hoa Kỳ.
Theo luật lông chim đại bàng (cho phép người bản thổ Mỹ sử dụng lông chim đại bàng cho mục đích tôn giáo hay truyền thống), điều khoản 50, phần 22 trong Bộ Quy tắc Liên bang (50 CFR 22) và theo Đạo luật bảo vệ đại bàng hói và đại bàng vàng, Cục Hoang dã và Cá Hoa Kỳ quản lý trung tâm lưu trử chim đại bàng chết có tên là National Eagle Repository và hệ thống giấy phép sử dụng lông chim đại bàng của người bản thổ Mỹ cho mục đích tôn giáo hay truyền thống.
Cục quản lý hai tượng đài quốc gia là Tượng đài Quốc gia Hanford Reach trong tiểu bang Washington và Tượng đài Quốc gia Papahānaumokuākea Marine, một khu vực biển khổng lồ nằm ở tây bắc Hawaii (cùng quản lý chung với Cơ quan Quản trị Khí quyển và Đại dương Quốc gia).